# Cas Faber
Cas Faber (Geldrop, 18 juni 1999) is een Nederlands voetballer die als verdediger voor FC Eindhoven speelt. Hij is de zoon van Ernest Faber.

## Carrière
Cas Faber speelde in de jeugd van RPC, FC Eindhoven, VV UNA en FC Groningen. In 2018 speelde hij eenmaal voor Jong FC Groningen in de Derde divisie zaterdag, in de met 5-0 gewonnen thuiswedstrijd tegen ASWH. In 2018 vertrok hij naar FC Eindhoven, waar hij op amateurbasis tekende. Door knieblessures kwam hij pas na een seizoen, op 4 oktober 2019, tot zijn debuut. Dit was in de met 6-0 verloren uitwedstrijd tegen Jong Ajax, waarin hij na de rust inviel voor Kaj de Rooij. Na zes wedstrijden raakte hij weer geblesseerd aan zijn knie, waardoor hij anderhalf seizoen lang uitgeschakeld was. In 2021 keerde hij weer terug. In zijn tweede wedstrijd na zijn terugkeer scoorde hij een doelpunt tegen FC Dordrecht. In 2023 vertrok hij naar VV UNA.

### Statistieken
| Seizoen                        | Club              | Land           | Competitie         | Competitie | Competitie | Beker | Beker | Totaal | Totaal |
| Seizoen                        | Club              | Land           | Competitie         | Wed.       | Dlp.       | Wed.  | Dlp.  | Wed.   | Dlp.   |
| ------------------------------ | ----------------- | -------------- | ------------------ | ---------- | ---------- | ----- | ----- | ------ | ------ |
| 2017/18                        | Jong FC Groningen | Nederland      | Derde divisie zat. | 1          | 0          | –     | –     | 1      | 0      |
| 2018/19                        | FC Eindhoven      | Nederland      | Eerste divisie     | 0          | 0          | 0     | 0     | 0      | 0      |
| 2019/20                        | FC Eindhoven      | Nederland      | Eerste divisie     | 5          | 0          | 1     | 0     | 6      | 0      |
| 2020/21                        | FC Eindhoven      | Nederland      | Eerste divisie     | 0          | 0          | 0     | 0     | 0      | 0      |
| 2021/22                        | FC Eindhoven      | Nederland      | Eerste divisie     | 9          | 1          | 0     | 0     | 9      | 1      |
| 2022/23                        | FC Eindhoven      | Nederland      | Eerste divisie     | 3          | 0          | 1     | 0     | 4      | 0      |
| 2023/24                        | VV UNA            | Nederland      | Derde divisie B    | 2          | 2          | 0     | 0     | 2      | 2      |
| Carrièretotaal                 | Carrièretotaal    | Carrièretotaal | Carrièretotaal     | 20         | 3          | 2     | 0     | 22     | 3      |
| Bijgewerkt op 18 februari 2024 |                   |                |                    |            |            |       |       |        |        |